# Lee Green
Leothus „Lee“ Green  (* ca. 1900 in Mississippi; † um 1945) war ein US-amerikanischer Blues-Sänger und -Pianist, der in den 1930er- und 1940er-Jahren im Raum Mississippi aktiv war.
Green, der auch „Pork Chops“ genannt wurde, war ein früher Zeitgenosse von Little Brother Montgomery und Mentor von Roosevelt Sykes. Er arbeitete hauptberuflich in einer Wäscherei in Vicksburg; daneben trat er als Musiker auf und tourte am Unterlauf des Mississippi. Montgomery soll ihm in Vicksburg den Song „44 Blues“ beigebracht haben, 1925 unterrichtete wiederum Green den zunächst Jazz-orientierten Sykes; die beiden gingen dann auf gemeinsame Tourneen. Erste Plattenaufnahmen Greens entstanden im Juli 1929 für Gennett und Supertone in Richmond (Indiana); eine weitere Session fand im Januar 1930 statt. 1929/30 spielte er 24 itel für Vocalion ein, weitere 14 für Decca zwischen August 1934 und September 1937. Seine letzten Aufnahmen entstanden im Oktober 1937 für Bluebird in Aurora (Illinois). Neben Blues spielte er auch Ragtime-Novelties, mit Einflüssen des Boogie-Woogie und Stride-Piano-ähnlichen Jazz-Passagen. Er soll um 1945 gestorben sein. Seine Songs wurden auch später von anderen Bluesmusikern übernommen. Sein frühes Klavierspiel enthält Stride-Einflüsse, während er in den späteren Aufnahmen mehr im Bluesstil spielte. Auf zwei Titeln begleitete er den Sänger George „Hambone“ Ruthers (alias F.T. Thomas).

## Diskographische Hinweise
- Blues And Barrelhouse Piano 1929–1937 (Earl Archives, ed. 1982)
- Complete Recorded Works Vol. 1 (1929–1930) (Document)
- Complete Recorded Works, Vol. 2 (1930–1937) (Document)